# عصر الهجرات في بورما القديمة

خارطة الهجرات البشرية الأولى

عاش البشر في منطقة بورما الحالية منذ 11,000 سنة، بيد أن الأدلة الأثرية تحدد تاريخ أولى المستوطنات لنحو 2500 قبل الميلاد بالترافق مع تربية الماشية وإنتاج البرونز. بحلول العام 1500 ق.م. ظهرت القطع الحديدية في دلتا أيياروادي ولكن لم تظهر المدن وولايات المدن إلا في السنوات الأولى من الحقبة العامة عندما سمح التقدم في نظم الري وبناء القنوات بالزراعة على مدار السنة وتوطيد المستوطنات، رغم أن الأساطير المحلية يعود تاريخها حتى عام 1000-600 قبل الميلاد مع هجرة بعض الناس من جاناباداس، وهي بلدان قديمة كانت موجودة في منطقة الهند المعاصرة.
إن أول حضارة سكنت بورما قابلة للتحديد في العصر الحديث هي حضارة المون. استقر شعب المون في منطقة دلتا أيياروادي وعلى طول ساحل تانينثاري. استقر البورميون البدائيون –البيو- في بياي وما حولها وفي شمال غرب وادي أيياروادي. أمكن العثور على أثر لوجودهم في مملكة سري كيسترا بالقرب من بياي، وفي بيكتانو وسط بورما. ويعتقد أن شعب المون بدأ الهجرة إلى المنطقة حوالي العام 3000 ق.م. وتركزت سوفارنابومي أولى ممالكهم (يلفظها شعب ميانمار سو-فانا-بو-مي) حول ميناء مدينة ثاتون التي أنشئت نحو العام 300 ق.م.
تشير القطع الأثرية من موقع نياونغان المنقب التي ساعدت في إعادة بناء حياة العصر البرونزي في بورما والأدلة الأثرية الأحدث في وادي سامون جنوب ماندالاي إلى وجود تجمعات لزراعة الأرز بين حوالي العام 500 ق.م و200 ميلادي والذي توجر مع سلالتي تشين وهان الصينيتين.

## الخط الزمني
- 275,000-750,000 سنة (ق.ح.)، عاش إنسان العصر الحجري السفلي (حضارة الأنياثيان المبكرة) على طول ضفة نهر أيياوادي.
- 25,000-275,000 (ق.ح.) عاش إنسان العصر الحجري السفلي (حضارة الأنياثيان المتأخرة) على طول ضفة نهر أيياروادي ووسط بورما
- 11,000 سنة (ق.ح.) عاش إنسان العصر الحجري العلوي في كهوف باداه لين الواقعة في بلدة يوغان في جنوب دول شان.
- 7000-2000 ق.م. عاش إنسان العصر الحجري الحديث في وسط بورما وولاية كاشين ودول شان وولاية مون ومنطقة تانينثاري وعلى طول ضفتي نهري تشيندوين وأيياروادي.
- 1000-800 ق.م. حضارة العصر البرونزي
- 600-500 ق.م. حضارة العصر الحديدي[4]

## الخروج من أفريقيا

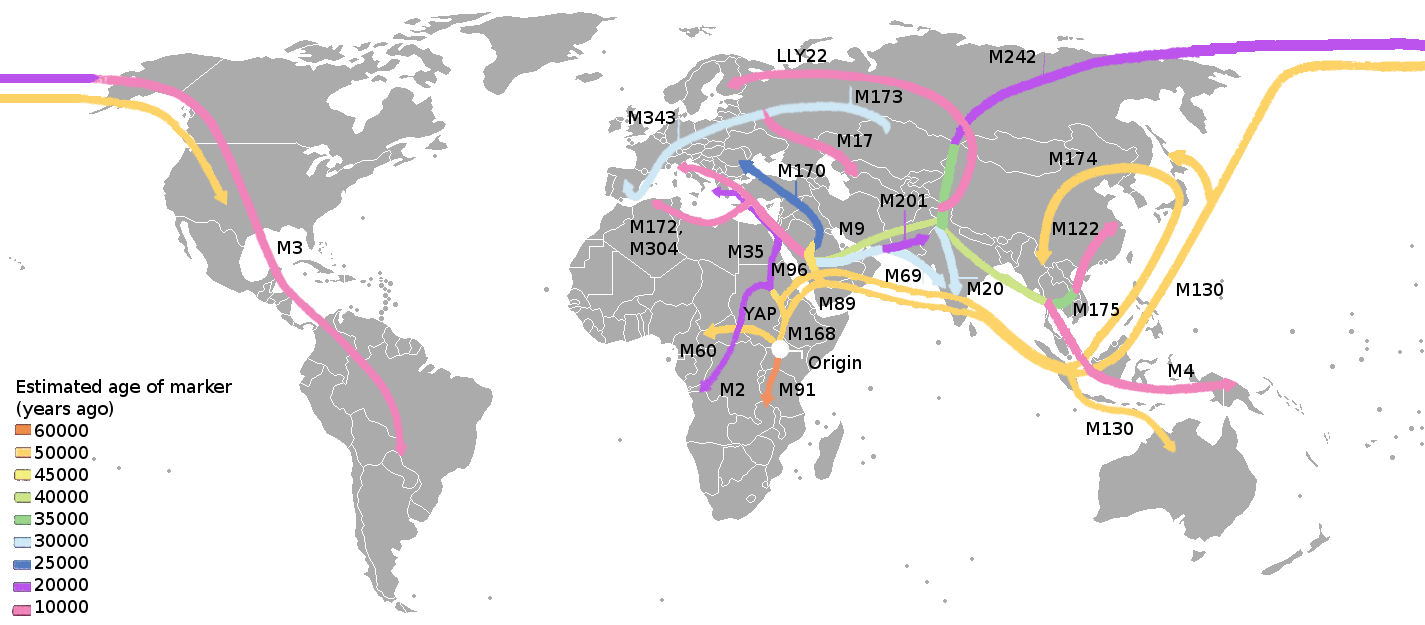
خارطة هجرة الإنسان العاقل، استنادًا إلى علامات الحمض النووي

منذ نحو 60-100 ألف سنة، قَدِم الإنسان العاقل (باللاتينية: Homo sapiens) إلى جنوب شرق آسيا مهاجرًا من أفريقيا وفق ما يعرف بنظرية «الخروج من أفريقيا». يعتقد أن الإنسان العاقل هاجر عبر الشرق الأوسط في طريقه إلى خارج أفريقيا منذ قرابة 100 ألف سنة.
بدأت الهجرة التاريخية للمجتمعات البشرية مع انتقال الإنسان المنتصب خارج أفريقيا عبر أوراسيا قبل نحو مليون سنة. يبدو أن الإنسان العاقل قد شغل كامل أفريقيا منذ نحو 150 ألف سنة لينتقل خارج أفريقيا منذ  70,000 سنة لينتشر في جميع أنحاء أستراليا وآسيا وأوروبا قبل 40,000 سنة. هاجر الأفراد الأوائل من جنس البشراني أو الهومو -أي الإنسان العامل  والإنسان المنتصب و إنسان هايدلبيرغ- خارج أفريقيا خلال العصر البليستوسيني المبكر، ويمكن تفسير هذا الأمر بنظرية المضخة الصحراوية منذ نحو 1.9 مليون سنة، وانتشروا في جميع أرجاء العالم القديم حتى بلوغهم جنوب شرق آسيا. البشر المعاصرون، الإنسان العاقل، تطوروا في أفريقيا قبل 200,000 سنة ووصلوا إلى الشرق الأدنى قبل نحو 70 ألف سنة. ومن الشرق الأدنى، انتشرت هذه المجتمعات شرقًا إلى جنوب آسيا قبل 50 ألف سنة.
أُرخت الهجرة الهندية الأوروبية بشكل متباين إذ ذُكرت في نهاية العصر الحجري الحديث (ماريا جيمبوتاس: حضارة الخزف المحزم، حضارة يامنايا، كورغان)، وأوائل العصر الحجري الحديث (كولن رينفرو: حضارة ستارتشيفو-كوروش-كريش، حضارة الفخار الخطي) وأواخر العصر الحجري القديم (مارسيل أوتي: نظرية استمرارية العصر الحجري القديم)
يعتقد أن متحدثي اللغة الهندية الأوربية البدائية قد نشأوا شمال البحر الأسود (اليوم شرق أوكرانيا وجنوب روسيا)، ومن هناك هاجروا تدريجيًا إلى الأناضول وأوروبا وآسيا الوسطى وإيران وجنوب آسيا ونشروا لغتهم عن طريق الانتشار الثقافي ابتداءً بنهاية العصر الحجري الحديث (انظر فرضية كورغان).